# Michel Hidalgo
Michel Hidalgo (Leffrinckoucke, 22 marzo 1933 – Marsiglia, 26 marzo 2020) è stato un allenatore di calcio e calciatore francese, di ruolo centrocampista.
È considerato l'artefice della rinascita del calcio francese a partire dalla seconda metà degli anni settanta del XX secolo e il teorico di un gioco dinamico e offensivo (il cosiddetto "calcio champagne") che impose all'attenzione del mondo sportivo la giovane squadra transalpina, che sotto la guida di Hidalgo vinse il campionato d'Europa 1984 giocato in casa.

## Biografia
Di padre spagnolo, operaio metallurgico, e madre parigina, nasce a Leffrinckoucke, a 15 km dal confine con il Belgio, nel Nord-Passo di Calais.
È morto il 26 marzo 2020 nella sua casa di Marsiglia dopo una malattia.

## Carriera

### Calciatore
Cresce in Normandia, dove si avvicina al calcio. Nel ruolo di centrocampista vince il campionato iuniores della Normandia nel 1952 nelle file dell'US Normande, prima di passare al Le Havre, in cui milita per due stagioni, dal 1952 al 1954. In seguito veste per tre anni la maglia dello Stade Reims, con cui vince il titolo nazionale nel 1954-1955 e disputa la finale della Coppa dei Campioni 1955-1956 persa per 4-3 contro il Real Madrid, partita in cui realizza una rete. Passato al Monaco nel 1957, vi rimane fino al 1966, vincendo due titoli nazionali e due Coppe di Francia.
Nella nazionale francese conta una presenza, ottenuta nel 1962 in amichevole contro l'Italia.

### Allenatore
Dal 1964 al 1969 è presidente dell'UNFP, il sindacato francese dei calciatori, alla cui testa succede a Just Fontaine.
Inizia la carriera di allenatore guidando la squadra riserve del Monaco nel 1967 e poi ricoprendo il ruolo di allenatore-giocatore del Menton dal 1968 al 1969.
Il 27 marzo 1976 viene nominato commissario tecnico della nazionale francese al posto di Ștefan Kovács, di cui era stato per altro assistente. La nazionale transalpina è reduce da un periodo di magra, avendo mancato la qualificazione a tutti i grandi tornei internazionali degli ultimi anni. Al mondiale di Argentina 1978, primo torneo sotto la guida di Hidalgo, la squadra patisce l'eliminazione al primo turno, ma mostra dei progressi nel gioco e le qualità di giovani calciatori, tra cui soprattutto Michel Platini, la stella dei Bleus. Il tecnico rimane in sella anche per il mondiale di Spagna 1982, in cui la nazionale francese arriva in semifinale, dove viene sconfitta dalla Germania Ovest  ai tiri di rigore dopo una spettacolare partita durante la quale la Francia riesce a portarsi in vantaggio per 3-1. Dopo aver subito la rimonta tedesca, la squadra di Hidalgo perde, tuttavia, per 5-4 ai tiri dal dischetto e chiude al quarto posto, sconfitta dalla Polonia nella finale di consolazione.
Hidalgo raggiunge il culmine della propria carriera di commissario tecnico della nazionale francese nel 1984, quando guida la squadra alla vittoria del campionato europeo giocato in casa. La Francia, al primo alloro internazionale, mette in mostra un gioco brillante e, grazie soprattutto alle prestazioni di Platini, dimostra una netta superiorità rispetto alle contendenti.
Dopo il trionfo, cede le redini della nazionale ad Henri Michel e passa a ricoprire il ruolo di direttore tecnico della nazionale, carica che ricopre sino al 1986, quando viene chiamato come manager all'Olympique Marsiglia.

## Statistiche

### Cronologia presenze e reti in nazionale
| Cronologia completa delle presenze e delle reti in nazionale ― Francia | Cronologia completa delle presenze e delle reti in nazionale ― Francia | Cronologia completa delle presenze e delle reti in nazionale ― Francia | Cronologia completa delle presenze e delle reti in nazionale ― Francia | Cronologia completa delle presenze e delle reti in nazionale ― Francia | Cronologia completa delle presenze e delle reti in nazionale ― Francia | Cronologia completa delle presenze e delle reti in nazionale ― Francia | Cronologia completa delle presenze e delle reti in nazionale ― Francia |
| Data                                                                   | Città                                                                  | In casa                                                                | Risultato                                                              | Ospiti                                                                 | Competizione                                                           | Reti                                                                   | Note                                                                   |
| ---------------------------------------------------------------------- | ---------------------------------------------------------------------- | ---------------------------------------------------------------------- | ---------------------------------------------------------------------- | ---------------------------------------------------------------------- | ---------------------------------------------------------------------- | ---------------------------------------------------------------------- | ---------------------------------------------------------------------- |
| 5-5-1962                                                               | Firenze                                                                | Italia                                                                 | 2 – 1                                                                  | Francia                                                                | Amichevole                                                             | -                                                                      | 46’                                                                    |
| Totale                                                                 |                                                                        | Presenze                                                               | 1                                                                      |                                                                        | Reti                                                                   | 0                                                                      |                                                                        |

## Palmarès

### Giocatore
- Campionato francese: 3

Stade Reims: 1954-1955
Monaco: 1960-1961, 1962-1963
- Coppa di Francia: 2

Monaco: 1959-1960, 1962-1963
- Supercoppa francese: 2

Stade Reims: 1955
Monaco: 1961

### Allenatore

#### Nazionale
- Campionato d'Europa: 1

Francia: 1984

#### Individuale
- Allenatore francese dell'anno: 1

1982